# HMS Attacker (D02)
Pour les autres navires du même nom, voir HMS Attacker et USS Barnes.
Le HMS Attacker est un porte-avions d'escorte de classe Attacker converti à partir d'un cargo, en service dans la Royal Navy à partir de 1942. Il participe à de nombreux débarquements durant la Seconde Guerre mondiale, tels ceux de Salerne et de Provence. Rendu à l'US Navy en 1946, il est revendu en tant que navire marchand, avant de devenir le paquebot Fairsky (en).

## Histoire

### Conception
Les chantiers britanniques étant très encombrés au début de la guerre, ceux-ci demandent de l'aide aux Américains. Ils développent en effet fortement leurs chantiers, dont certains se spécialisent dans la conversion de cargos. Ainsi, ils vont armer 38 porte-avions d'escorte à partir de cargos de classe C3, parmi lesquels l'Attacker et le Biter, qui deviendra le porte-avions français Dixmude.
L'Attacker arrive dans l'estuaire de la Clyde le 1er avril 1943 pour y être mis aux normes britanniques.

### Service
En août 1943, l'Attacker est envoyé en Méditerranée avec à son bord 24 Seafire. Avec son escadrille, il couvre le débarquement en Italie le 8 septembre 1943, puis le débarquement de Provence le 15 août 1944. Il reste en Méditerranée et rejoint la mer Égée à partir du 15 septembre 1944, et escorte les Alliés durant leur arrivée à Athènes. En 1945, il rejoint Devonport pour quelques travaux, puis Ceylan en août afin de couvrir la réoccupation de Singapour.

### Carrière civile
L'Attacker est restitué aux Américains le 5 janvier 1946, puis vendu à la marine marchande. Renommé Castel Forte, il est transformé en paquebot sous le nom de Fairsky (en), puis devient un hôtel flottant à Mariveles en 1978, le Philippine Tourist. À la suite d'un incendie en 1979, il est démoli à Hong Kong.